# Goma
Goma a Kongói Demokratikus Köztársaság keleti részén fekvő Észak-Kivu tartomány fővárosa. A város a Kivu-tó partján fekszik a ruandai Gisenyi városa szomszédságában. A tó és a két város a Nagy-hasadékvölgy nyugati ágán fekszik, Goma városa a napjainkban is aktív Nyiragongo vulkán kráterétől mindössze 13–18 km-re délre fekszik. Goma jelenlegi történetét a vulkán és az 1994-es ruandai népirtás határozta meg, melyet a későbbiekben az első kongói háború majd a második kongói háború követett. Ezek az események a mai napig hatással vannak a városra és környezetére.

## Éghajlat
| Hónap                         | Jan. | Feb. | Már. | Ápr. | Máj. | Jún. | Júl. | Aug. | Szep. | Okt. | Nov. | Dec. | Év   |
| ----------------------------- | ---- | ---- | ---- | ---- | ---- | ---- | ---- | ---- | ----- | ---- | ---- | ---- | ---- |
| Átlagos max. hőmérséklet (°C) | 25,5 | 26,0 | 26,0 | 25,5 | 25,3 | 25,3 | 25,0 | 26,0 | 26,0  | 26,0 | 25,0 | 25,5 | 25,6 |
| Átlagos min. hőmérséklet (°C) | 14,5 | 14,5 | 14,5 | 14,7 | 14,5 | 13,5 | 13,0 | 14,0 | 14,0  | 14,0 | 14,0 | 14,5 | 14,1 |
| Átl. csapadékmennyiség (mm)   | 95   | 85   | 117  | 120  | 110  | 55   | 30   | 70   | 120   | 143  | 140  | 120  | 1205 |
| Forrás: Climate-Data.org      |      |      |      |      |      |      |      |      |       |      |      |      |      |

## A ruandai népirtás hatásai

### Goma a menekültáradat közepén
Az 1994-es ruandai népirtást a hutu többségű ideiglenes ruandai kormány követte el a  tuszi lakosság ellen. Erre adott válaszként az ugandai tuszi menekültek által alakított Ruandai Hazafias Front (RPF) megszállta Ruandát, melynek hatására az ideiglenes hutu kormány Gisenyibe vonult vissza. Az RPF előretörése nyomán 1994. július 13-14-én a hutuk Gisenyibe majd Gomába menekültek, a menekültek száma 10 000–12 000 volt óránként. A tömeges beáramlás súlyos humanitárius válsághoz vezetett, mivel égető hiány volt szállásból, élelemből és vízből. Röviddel a csaknem egymillió menekült érkezése után halálos kolerajárvány tört ki, mely a Goma környéki hutu menekültek ezreinek életét követelte.

### Goma az első kongói háborúban
A menekültek között a hutu milícia tagjai és a hutu ideiglenes kormány tagjai is ott voltak,  akik működésüket a Goma környéki táborokból is folytatták, támadva a Kivu régióban lévő tuszikat és a ruandai hadsereg határon tartózkodó erőit. Politikai okokból az akkori Zaire Joseph Mobutu által vezetett kormánya nem avatkozott be, így a ruandai kormány és ugandai szövetségesei a Zaire-i Felszabadító Demokratikus Erők Szövetségét támogatta; ezt a lázadó mozgalmat Laurent Kabila vezette Mobutu ellen. A ruandai erők megszállták a gomai menekülttáborokat, további ezrek halálát okozva, segítségükkel és Uganda támogatásával Kabila az 1997-ben befejeződő első kongói háborúban megdöntötte Mobutu kormányának hatalmát.

### Goma a második kongói háborúban
Egy éven belül Kabila összetűzésbe került korábbi szövetségeseivel, így 1998-ban a ruandai kormány támogatást nyújtott a Kabila elleni gomai székhelyű tuszi lázadók mozgalmának (Mozgalom a  Kongói Demokráciáért - RDC), melyet a banyamulenge emberek hoztak létre. A lázadók elfoglalták Bukavut és más városokat, ezzel elkezdődött a második kongói háború. A gomai menekülttáborokat, melyekben a hutuk saját milíciát hoztak létre Ruandai Demokratikus Felszabadító Erők (FDLR) néven, ismét megtámadták a ruandai kormányerők és az RDC.
A második kongói háború példa nélkül álló Afrikában az áldozatok számát és a rémtetteket tekintve. 2003-ra a banyamulenge emberek belefáradtak a háborúba és súrlódások keletkeztek közöttük és Ruanda között. 2002-ben és 2003-ban tárgyalások után törékeny békealku jött létre a háborúban érintett felek között.

### Konfliktusok a háború vége óta
2003 óta számos erőszakos megnyilvánulás volt a városban. A hutuk alkotta FDLR a Gomától északra és nyugatra fekvő erdőkben és hegyekben maradt, rendszeresen támadva a ruandai határt és a banyamulenge lázadókat. A kongói védelmi erők nem voltak  képesek vagy nem akarták megállítani őket, ennek eredményeképpen Ruanda továbbra is támogatta a banyamulenge lázadókat, az RCD-t és Nkunda tábornokot, valamint betöréseiket Észak-Kivuba az FDLR üldözése közben.
2007 szeptemberében fennállt a veszélye annak, hogy ismét súlyos harcok törnek ki, miután Nkunda tábornok Rutshuruban állomásozó 8000 fegyverese kitört és támadni kezdte a kongói hadsereget a Gomától északnyugatra fekvő Masisinél. A  MONUC (az Egyesült Nemzetek Szervezetének a Kongói Demokratikus Köztársaságban állomásozó erői) a kongói erőket először Gomába, majd helikoptereken Gomából Masisibe szállították.
2008. október 27-én harcok törtek ki a városban a MONUC által támogatott kongói kormányerők és Nkunda CNDP lázadói között. A városból és környékéről 200 000 ember menekült el, az események 2008-as gomai konfliktus néven kerültek a sajtóhírekbe.

## Vulkáni tevékenység Goma környékén
Az afrikai Nagy-hasadékvölgy lassan kettéválik, mely földrengésekhez és vulkáni tevékenységhez vezet.

### A Nyiragongo 2002-es kitörése

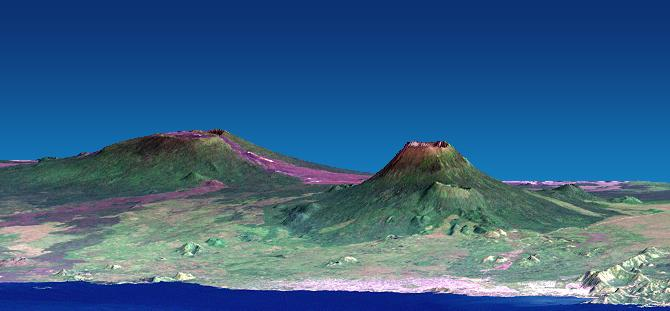
A Nyiragongo vulkán műholdas felvételek alapján készített számítógépes képe, az előtérben Goma és Gisenyi városok láthatóak. A háttérben a bal oldalon látható a Nyamuragira

2002 januárjában a Nyiragongo vulkán kitört, egy kilométer széles és két méter magas lávafolyamot hozva létre, mely a város közepén áthaladva elérte a Kivu-tavat. A vulkánfigyelő szolgálatok időben kiadták a figyelmeztetést, ezért a lakosság túlnyomó része el tudott menekülni Gisenyibe. A láva a város 40%-át elpusztította (több mint 4500 házat és épületet). A láva és a széndioxid több halálesetet is okozott. A láva elborította a Gomai nemzetközi repülőtér 3 km-es szakaszának északi 1 km-ét, elválasztva a futópályát és a terminál előtti területet. A láva jól látható a műholdas felvételeken,
2005-ben ismét kitöréssel fenyegette a vulkán a várost.

### A Kivu-tó veszélyei
A Kivu-tó egy azon három afrikai tó közül, melynek mélyén nagy nyomású oldott gáz gyűlt fel. Egyikükben, a Nyos-tó ban limnikus kitörés következett be, mely – valószínűleg földcsuszamlások következtében - katasztrofális mennyiségű szén-dioxidot bocsátott a levegőbe, mely csaknem kétezer ember halálát okozta a tó környékén. A Kivu-tó 2000-szer nagyobb és mélye további veszélyként oldott metánt is tartalmaz. Csaknem kétmillió ember – köztük Goma lakossága – él a környéken, ezeket az embereket veszélyeztetheti a közeli vulkánok és földrengések által indított limnikus kitörés.

## Goma egyéb jellemzői
- A város központja csak 1 km-re van a ruandai határtól és 3,5 km-re Gisenyi központjától.
- Miután a 2002-es kitörést követően a város nemzetközi repülőtéről (IATA: GOM, ICAO: FZNA)[7] nem indultak járatok, a Gomai nemzetközi repülőtér ismét megnyitotta kapuit kereskedelmi célú charterjáratok számára, valamint járat közlekedik Goma és Nairobi között.
- A Virunga Nemzeti Park, a veszélyeztetett hegyi gorilla élőhelye a várostól északra fekszik.
- Gomát Bukavuval és Kisanganival a 2-es számú országos út köti össze, de 2007 augusztusa óta az út nem járható a háborúk okozta károk és a karbantartás hiánya miatt.
- Goma egykoron az éjszakai életéről is nevezetes volt, de a konfliktusok miatt ez jelenleg már nincs így.